# Basílica mayor

Ornamentos heráldicos de una basílica mayor

Basílica mayor (del latín Basilica maior, Basilicae maiores en plural) es el título dado a los cuatro templos católicos de más alto rango: San Pedro, San Juan de Letrán, San Pablo Extramuros y Santa María la Mayor. La basílica de San Pedro se encuentra en la Ciudad del Vaticano y las otras se encuentran en la ciudad de Roma, Italia, aunque formalmente pertenecen a la Santa Sede. San Juan de Letrán, sede del obispo de Roma (el papa), es la más antigua y primera en el orden establecido de las basílicas papales, por delante de San Pedro.
Las demás iglesias que poseen el título de basílica son basílicas menores (en latín: basilica minor). Para las antiguas basílicas romanas, a menudo se refiere a ellas como «basílicas inmemoriales».

## Historia

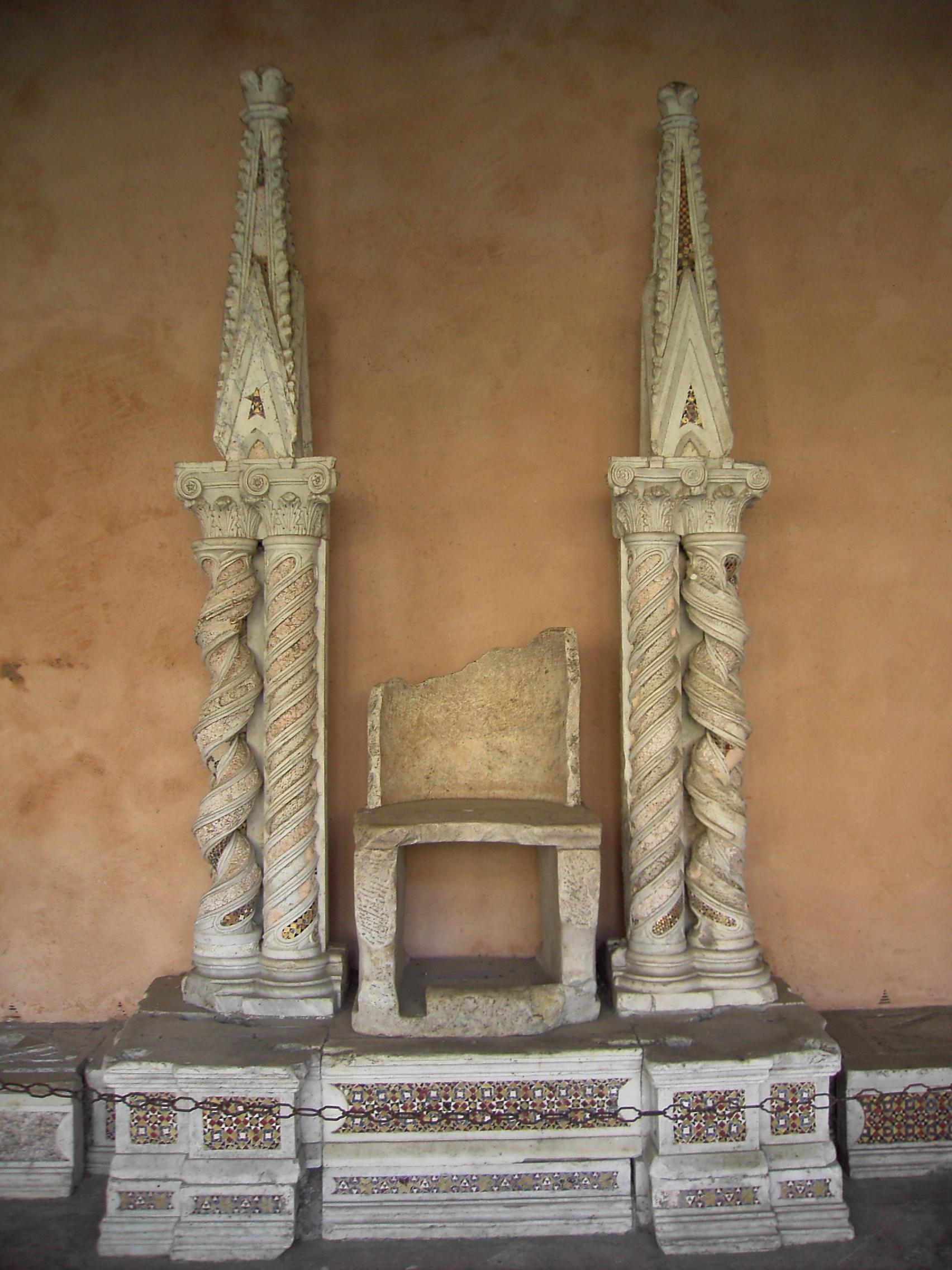
Antiguo trono papal en San Juan de Letrán.

El título de basílica mayor fue introducido en el año 1300 por el papa Bonifacio VIII. Con la promulgación de su bula "Antiquorum fida relatio", Bonifacio instituyó el Año Santo y estableció para las indulgencias. Bonifacio VIII concedió las "grandes remisiones e indulgencias por los pecados", que se obtenían "por visitar la ciudad de Roma y la venerable basílica del Príncipe de los Apóstoles". Llegando a detalles más precisos, reconoció "no sólo plena y abundantemente, sino el más completo perdón de todos los pecados", a aquellos que cumplieran determinadas condiciones. En primer lugar, los que  verdaderamente hacían penitencia para confesar sus pecados, y en segundo lugar, los que visitaran las basílicas de San Pedro y de San Pablo, respectivos sitios de entierro de los apóstoles Pedro y Pablo.
En el segundo celebrado en 1350, el papa Clemente VI añadió una tercera gran basílica: San Juan de Letrán, catedral de Roma. En esta ocasión se exhortaba a visitar San Juan de Letrán, además de las basílicas de San Pedro y San Pablo Extramuros. Por último, en el jubileo de 1390, se añadió la Basílica de Santa María la Mayor, la iglesia más antigua dedicada a la Virgen María. La visita a estas cuatro iglesias se ha mantenido como una de las condiciones para ganar la indulgencia jubilar romana. 

## Lista de las basílicas mayores
A esta categoría pertenecen las cuatro grandes iglesias antiguas de Roma:
| Nombre Oficial | Ubicación           | Imagen | Descripción | Notas |
| --- | ------------------- | ------ | --- | ----- |
| Basílica Papal de San Juan de Letrán, Archibasílica del Santísimo Salvador y de los santos Juan Bautista y Evangelista en Letrán, catedral de Roma | Italia              |        | También conocida como Basílica Lateranense o Laterana, es la catedral del obispo de Roma, el papa. | [ 2 ] |
| Basílica Papal de San Pedro en el Vaticano | Ciudad del Vaticano |        | También llamada la Basílica Vaticana, es un sitio de peregrinación, construida sobre la tumba de san Pedro. Es tal vez la iglesia más grande del mundo, utilizada para la mayoría de las ceremonias religiosas principales en los que participa el papa. | [ 3 ] |
| Basílica Papal de San Pablo Extramuros | Italia              |        | También conocida como la Basílica Ostiense ya que está situado en el camino que conducía a Ostia, está construida sobre la tumba de San Pablo. | [ 4 ] |
| Basílica Papal de Santa María la Mayor | Italia              |        | También llamada Basílica Liberiana ya que la construcción del edificio original (no el actual) se le atribuye al papa Liberio, es la iglesia más grande en Roma dedicada a la Santísima Virgen María, de ahí su nombre de "la Mayor".                    | [ 5 ] |

## Privilegios y atributos
Las basílicas mayores tienen como representante del papa un cardenal arcipreste, En San Pablo extramuros, el padre abad ejerce de cardenal arcipreste. En todas ellas además del colegio de canónigos, con el privilegio de protonotarios; hay además un colegio de presbíteros cuya única función era la de estar continuamente disponibles para escuchar confesiones, en San Pablo esta función la desmpeñan los monjes de San Benito.
Estas cuatro basílicas mayores también se distinguen por disponer de cinco naves y cinco puertas, una de ellas habitualmente cerrada, es la denominada puerta santa, que solo se abre durante los jubileos romanos. La visita a estas basílicas es condición para ganar las indulgencias previstas en la declaración del jubileo. Por otra parte, nadie puede celebrar la misa en el altar mayor, salvo el papa y los delegados especiales que actúan en lugar de éste. Al menos hasta hace poco, estas iglesias se encontraban abiertas las 24 horas del día.

## Pactos de Letrán
De acuerdo con el Tratado de Letrán de 1929, las tres basílicas mayores situado en territorio italiano gozan de condición extraterritorial similar a la de las embajadas extranjeras. Las basílicas más importantes son patrulladas internamente por agentes de la gendarmería de la Ciudad del Vaticano y no por la policía italiana. En estos territorios, repartidos por Roma, se encuentran las instituciones esenciales y necesarias para el carácter y misión de la Santa Sede.

## La antigua denominación de basílicas patriarcales

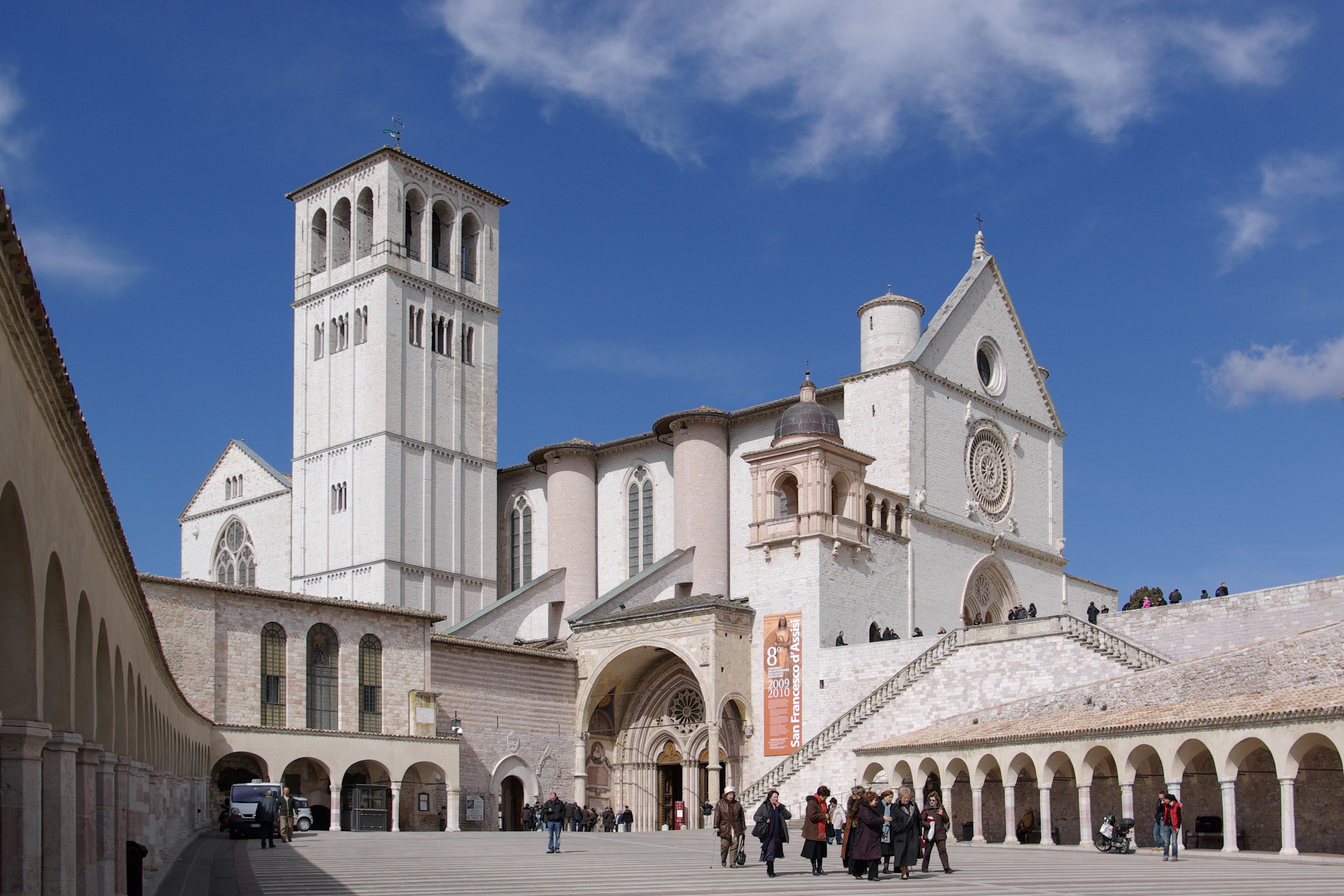
Basílica de San Francisco de Asís.

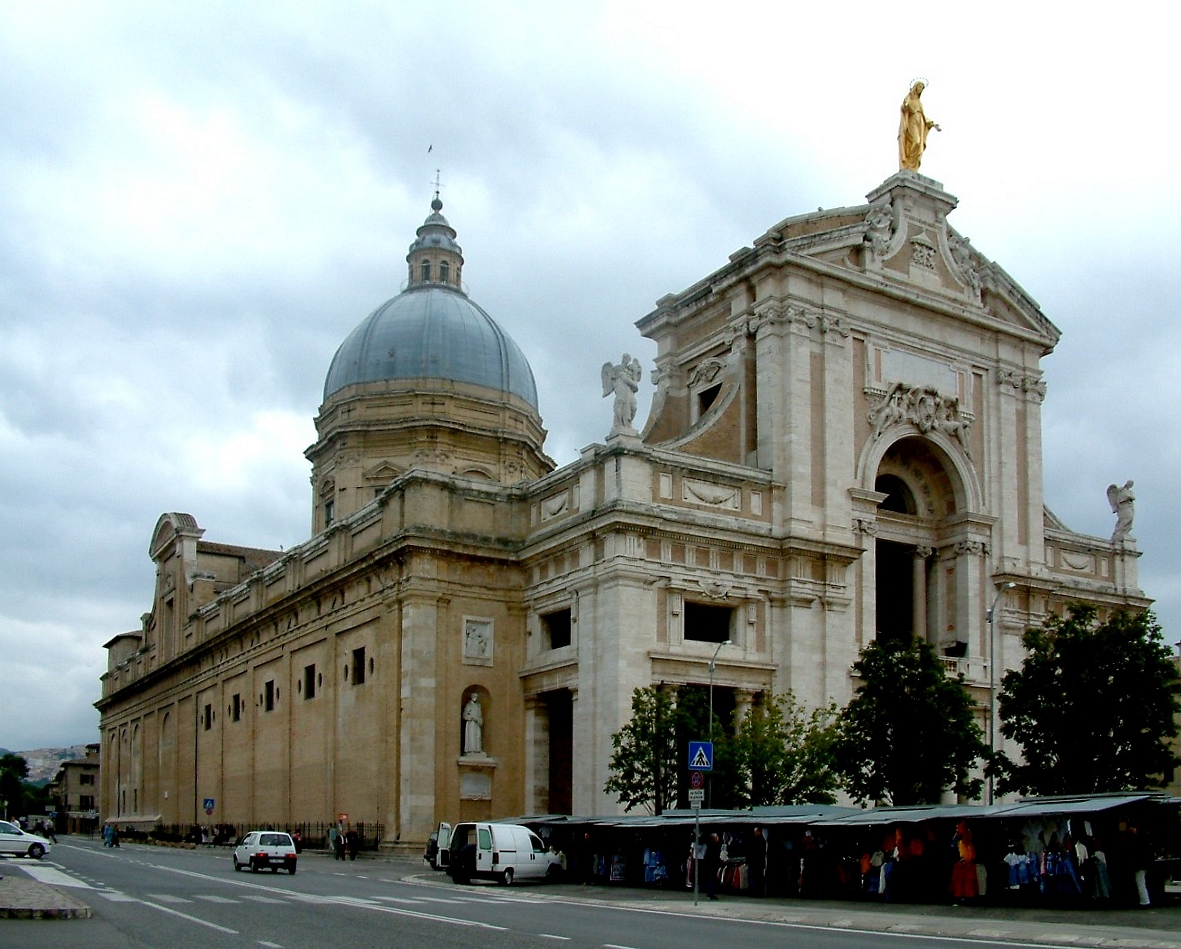
Basílica de Santa María de los Ángeles.

Las cuatro basílicas papales o mayores, junto con la basílica menor de San Lorenzo Extramuros, fueron conocidas como «basílicas patriarcales», pues estaban asociadas a las cinco antiguas sedes patriarcales de la cristiandad (incluida Roma como sede del patriarcado de Occidente).
La iglesia propia del patriarca de Roma fue originalmente la Domus Pudentiana; pero desde principios de la Edad Media se consideró como  tal la basílica de San Juan de Letrán. Cada una de las otras basílicas eran las iglesias en las que oficiaban los otros patriarcas cuando se encontraban en Roma, alojándose en un edificio cerca de ellas. De este modo:
- San Pedro se asoció al patriarca de Constantinopla.
- San Pablo, al patriarca de Alejandría.
- Santa María la Mayor, al patriarca de Antioquía.
- San Lorenzo, al patriarca de Jerusalén.

Tras el Cisma de Oriente, todas la basílicas quedaron vinculadas al papado, aunque mantuvieron la denominación de basílicas patriarcales, el uso de ese término fue haciéndose cada vez menos frecuente. En 2006 el papa Benedicto XVI decidió renunciar por motivos históricos y ecuménicos al título de Patriarca de Occidente, y que todas estas iglesias dejasen de denominarse basílicas patriarcales y pasasen a denominarse como «basílicas papales».
El título de «patriarcal» fue también dado oficialmente a dos iglesias asociadas a san Francisco de Asís, situadas en su ciudad natal, o cerca de ella:
- Basílica Papal de San Francisco de Asís.
- Basílica Papal de Santa María de los Ángeles en la Porciúncula.